# Bundesverband Feuerverzinken

Logo des Bundesverbands Feuerverzinken

Der Bundesverband Feuerverzinken e.V. und seine Serviceorganisation, das Institut Feuerverzinken GmbH, bilden eine Interessensvertretung für rund 100  Unternehmen in Deutschland, die sich auf das Feuerverzinken spezialisiert haben oder Zulieferer für die spezialisierten Unternehmen sind. Der Verein besteht seit 1926 und hat Standorte in Düsseldorf und Berlin.

## Aufgaben
Das Feuerverzinken ist eine  Methode, um Stahl durch eine Zinkschicht dauerhaft vor Korrosion (Rost) zu schützen. Heute verarbeiten die rund 5000 Mitarbeitenden jährlich 1,8 Millionen Tonnen Stahl und erzielen dabei einen Umsatz von etwa 1 Mrd. Euro. Der Bundesverband und seine Serviceorganisation, das Institut Feuerverzinken GmbH vertreten die wirtschaftlichen und technischen Interessen seiner Mitglieder und setzen sich auch für Standardisierung und Nachhaltigkeit im Feuerverzinken ein. Zu diesem Zweck setzt der Verband u. a. auf ein  Schulungs- und Veranstaltungsprogramm.
Zu den Aufgaben gehören:
- Lobbying
- Forschung und Entwicklung
- Mitgliedersupport
- Öffentlichkeitsarbeit und Verfahrensmarketing
- Technischer Support für Anwender
- Weiterbildung für Mitglieder und Verfahrensanwender
- Normungsarbeit

## Geschichte
1926 wurde die Fachabteilung Lohnverzinkereien im Fachverband Stahlblechverarbeitung gegründet. 1967 wurde sie in „Verband der Deutschen Feuerverzinkungsindustrie“ umbenannt. Seit 1994 gab es die Firmierung Industrieverband Feuerverzinken, bis diese im Mai 2025 in Bundesverband Feuerverzinken geändert wurde.
42 Feuerverzinkereien zählten 1958 zu den Mitgliedern der Fachabteilung Lohnverzinkereien. Bis 1986 wuchs die Zahl auf 76 Werke an. Als Ergebnis der Wiedervereinigung stieg die Mitgliederzahl im Jahre 1992 auf 121 Werke. In den Folgejahren kam es auch aufgrund eines wirtschaftlichen Abschwungs zu einer Konsolidierung. 2021 zählt der Industrieverband 96 Mitglieder.
1989 wurde das Institut für angewandtes Feuerverzinken GmbH gegründet, das heute Institut Feuerverzinken GmbH heißt. Es dient als Tochter- und Serviceorganisation des Industrieverbandes Feuerverzinken und ist für die Feuerverzinkungsindustrie in den Bereichen Marketing und Technik tätig.

## Preise und Auszeichnungen

### Verzinkerpreis für Architektur und Metallgestaltung
Seit 1989 lobt der Verband in ungeraden Jahren Verzinkerpreis für Architektur und Metallgestaltung aus. Prämiert werden herausragende Bauwerke, Objekte und Produkte, die im Wesentlichen Umfang feuerverzinkt sind, bzw. wichtige feuerverzinkte Details enthalten. Teilnehmen können Architekten, Ingenieure, Stahl- und Metallbauer, Schlosser, Kunstschmiede, Designer, Bauherren aus Deutschland, Österreich und der Schweiz. Der Verzinkerpreis ist mit 15.000 Euro dotiert.

### Innovationspreis Feuerverzinken
2003 vergab der Verband erstmals den Innovationspreis Feuerverzinken. Der Preis richtet sich an Unternehmen, Planer, Forscher und Erfinder. Er wird vergeben für innovative Produkte und Forschungsleistungen, die neue Anwendungsfelder für das Feuerverzinken eröffnen. Seit 2006 wird der Preis in geraden Jahren vergeben.

## Zeitschrift Feuerverzinken
Der Verband gibt seit 1971 die internationale Fachzeitschrift Feuerverzinken heraus, die sich an Verfahrensanwender richtet und vierteljährlich erscheint. Die Zeitschrift kann innerhalb Deutschlands kostenlos beim Industrieverband Feuerverzinken bezogen werden. Seit 2012 ist die Fachzeitschrift auch als Online-Version sowie als iPad-Version kostenlos erhältlich.